# Don McGregor
Don McGregor (Providence, 15 giugno 1945) è uno scrittore e sceneggiatore statunitense di alcuni tra i più celebri fumetti cult Marvel degli anni '70 tra cui alcune storie di Killraven, Morbius e di Pantera Nera. 
In particolare McGregor ha scritto le storie del celebre ciclo "La Rabbia della Pantera" pubblicate in America tra il 1973 e il 1976. Nel 1978 scrive "Sabre", una tra le prime graphic novel nella storia del fumetto, con i disegni di Paul Gulacy. Le sue opere si ricordano per i contenuti innovativi e sperimentali, nonostante si trattasse di fumetti rivolti ad un pubblico di adolescenti. Per esempio Il razzismo violento e brutale descritto nella "Rabbia della Pantera", o il primo bacio interrazziale del fumetto, visto nelle pagine di Killraven, tra i due protagonisti M'Shulla e Carmilla Frost.